# 이병국 (1960년)
이병국(李秉國, 1960년 6월 9일~)은 대한민국의 전 정무직공무원, 사회단체인, 기업인이다. 국무총리실 규제개혁실장, 정부업무평가실장, 초대 새만금개발청장을 역임하였다. 서울 출생이며 본관은 함평이다.

## 학력
- 1984년 성균관대학교 정치외교학 학사
- 1986년 서울대학교 대학원 정책학 석사

## 경력
- 1985년 제28회 행정고시 합격
- 1990년 국무총리 행정조정실
- 1995년 국무조정실 총괄심의관실 과장
- 2004년 10월 대통령비서실 경제정책비서실 행정관
- 2006년 2월 국무조정실 의정심의관
- 2008년 국무총리실 기후정책기획관
- 2009년 2월 새만금사업추진기획단 단장
- 2012년 5월 국무총리실 규제개혁실 실장
- 2013년 4월~2013년 9월 국무조정실 업무평가실 실장
- 2013년 9월~2017년 7월 새만금개발청장
- 2018년 1월~ (사) 세계미래포럼 대표
- 2020년 3월~2023년 3월 한라홀딩스 사외이사
- 2020년 3월~2023년 3월 세종텔레콤 고문/사외이사
- 2023년 3월~2025년 3월 세종텔레콤 대표이사
- 2025년 3월~ 경남연구원 자문위원
- 2025년 3월~ 심산기념사업회 이사
- 2025년 3월~ 세종네트웍스 대표이사

|  | 제1대 새만금개발청장 2013년 9월 12일~2017년 7월 12일 | 후임 이철우 |